# 이스타항공그룹
이스타항공그룹은 1990년에 시작된 대한민국의 중소기업집단이다.

## 역사
1990년대 IT붐을 맞아 이상직 사장은 증시에 투자한 돈을 수십 배로 불렸으며 37세의 나이에 상장기업(케이아이씨·플랜트 제조)을 인수한 뒤 6년 만에 회사 규모를 10배로 키웠다. 그가 2007년 10월 저비용항공(low cost carrier)사업에 진출후 이스타항공을 설립하였다 이스타항공그룹 이상직회장은 “2020년까지 매출 10조원, 순익 1조원을 달성, 20대 기업으로 진입하겠다”고 하였다

## 계열사 목록
부동산
- 새만금관광개발

생활
- 심양감속기
- 현대종합기계
- 동명통산

항공
- 이스타항공
- 이스타포트

투자
- 이스타투자자문
- 이스타벤처투자